# Palazzo Nuñez Torlonia

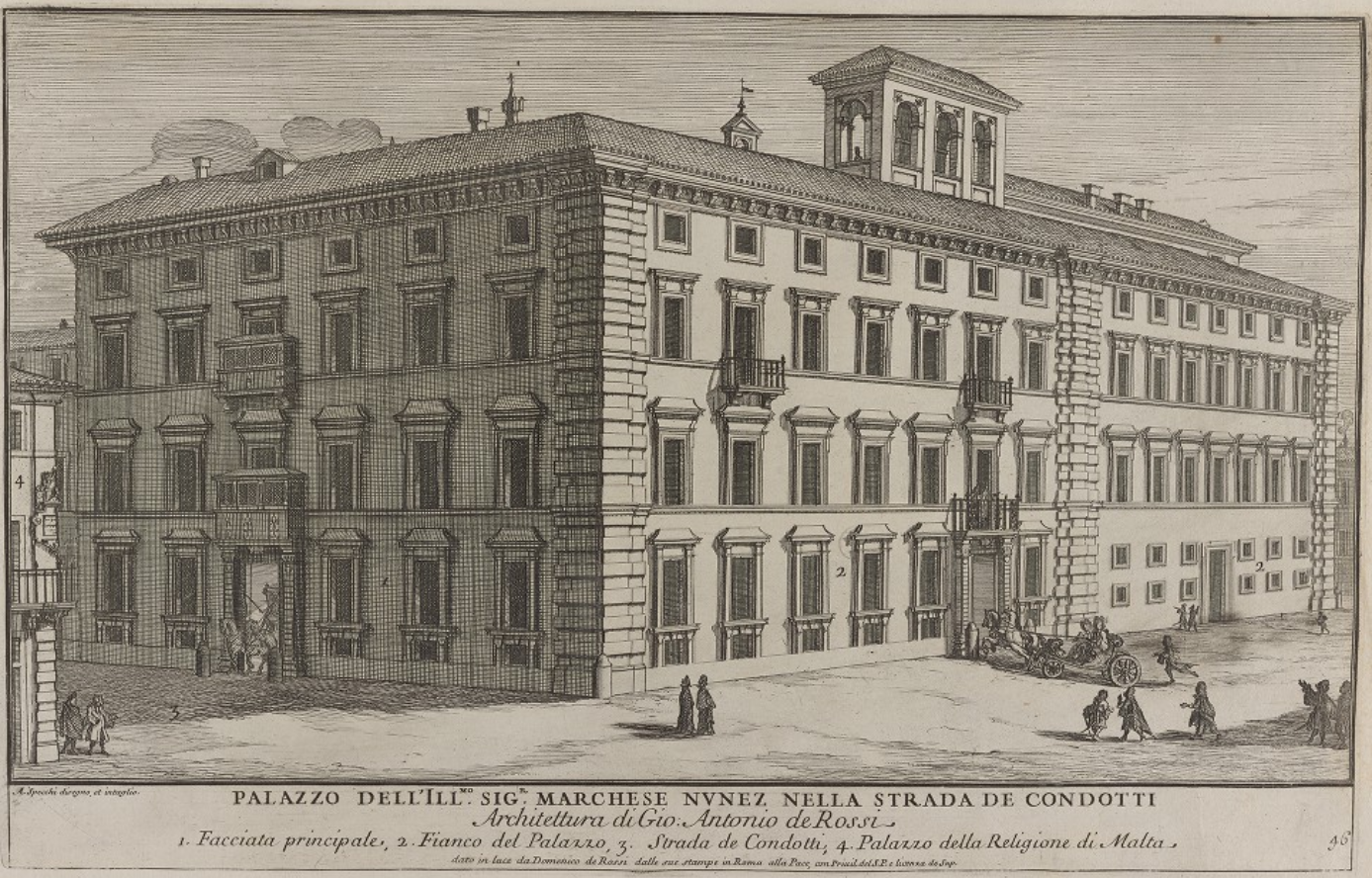
Gravura do Palazzo Nuñez (1699). A fachada na Via de Condotti à esquerda e a da Via Bocca di Leone à direita.

Palazzo Nuñez Torlonia é um palácio neorrenascentista localizado na altura do número 78 da Via Bocca di Leone, ocupando o quarteirão inteiro entre a Via dei Condotti e a Via Borgognona, no rione Campo Marzio de Roma.

## História
Em 1660, Giovanni Antonio de' Rossi construiu este palácio para o marquês Francesco Nuñez-Sanchez, membro de uma família de origem espanhola que vivia em Roma desde a época do papa Alexandre VI (r. 1492-1503), na Via dei Condotti. Participaram da decoração Giovanni Francesco Grimaldi em colaboração com Giacinto Calandrucci ("Histórias de Cristo e Pedro" no piso nobre). O palácio passou dos Nuñez para Luciano Bonaparte, depois ao irmão dele, Jerônimo Bonaparte, rei de Westfália, que, por sua vez, o passou para Marino Torlonia, duque de Poli, da família Torlonia em 1842. Marino encomendou uma grande renovação do interior, com novas abóbadas em estuque e magníficas estátuas e baixos-relevos nos desembarques das escadarias, e modificou a fachada dando-lhe um aspecto mais austero (com exceção do beiral, que manteve sua elaborada decoração). O palácio foi ampliado na direção da Via Bocca di Leone e um amplo pátio interno foi projetado por Antonio Sarti, mais conhecido pela Nuova Fabbrica del Tabacco, no Trastevere, e pela igreja de San Salvatore in Terracina, entre a estrutura mais antiga e a mais nova. Ele também substituiu as balaustradas em mármore carrara por outras mais rústicas em travertino e construiu um novo portal na Via Bocca que dá acesso a um pequeno átrio e depois ao espaçoso pátio interno, que se destaca por seu jardim decorado com uma harmoniosa fonte rodeada por uma luxuriosa vegetação.  
Ali morreu Leopoldo Torlonia, prefeito de Roma, destituído pelo primeiro-ministro Francesco Crispi depois de ter expressado a congratulação dos romanos ao papa Leão XIII por ocasião do Jubileu sacerdotal de 1887. Por um curto período, o espaço à frente do palácio foi chamado de Piazza Torlonia.
Os Torlonia queriam palácios e villas similares aos das mais antigas e nobres famílias romanas e, por isto, adquiriram diversas estátuas e relevos antigos para complementar uma coleção de cópias modernas, o que é particularmente evidente na decoração da Villa Torlonia in Via Nomentana. O edifício ainda hoje é a residência da família em Roma.